# Polypodium mazarunianum
Polypodium mazarunianum là một loài dương xỉ trong họ Polypodiaceae. Loài này được Baker ex Jenman mô tả khoa học đầu tiên năm 1908.
Danh pháp khoa học của loài này chưa được làm sáng tỏ. 